# آوریکور (موزل)
آوریکور (به فرانسوی: Avricourt) یک کمون در فرانسه است که در canton of Réchicourt-le-Château واقع شده‌است. آوریکور ۱۰٫۳۲ کیلومتر مربع مساحت دارد.